# Gumaca, Quezon
Đô thị Gumaca (Filipino: Bayan ng Gumaca) là một đô thị cấp hai ở tỉnh Quezon, Philippines.

### Các đơn vị hành chính
Gumaca, về mặt hành chính, được chia thành 59 khu phố (barangay).
| - Adia Bitaog - Anonangin - Bagong Buhay (Pob.) - Bamban - Bantad - Batong Dalig - Biga - Binambang - Buensuceso - Bungahan - Butaguin - Calumangin - Camohaguin - Casasahan Ibaba - Casasahan Ilaya - Cawayan - Gayagayaan - Gitnang Barrio - Hardinan - Inaclagan | - Inagbuhan Ilaya - Hagakhakin - Labnig - Laguna - Lagyo - Mabini(Pob.) - Mabunga - Malabtog - Manlayaan - Marcelo H. Del Pilar - Mataas Na Bundok - Maunlad (Pob.) - Pagsabangan - Panikihan - Peñafrancia (Pob.) - Pipisik (Pob.) - Progreso - Rizal (Pob.) - Rosario - San Agustin | - San Diego Poblacion - San Diego Bukid - San Isidro Kanluran - San Isidro Silangan - San Juan De Jesus - San Vicente - Sastre - Tabing Dagat (Pob.) - Tabing Tae(pob) - Tumayan - Villa Arcaya - Villa Botas - Villa Fuerte - Villa Mendoza - Villa Nava - Villa Padua - Villa Perez - Villa M. Principe - Villa Tañada - Villa Victoria - Villa lubos(pob) |